# Campiello
Campiello (en asturiano y oficialmente: Campieḷḷu) es un lugar que pertenece a la parroquia de Parroquia de Bustiello de la Cabuerna en el concejo de Tineo (Principado de Asturias). Se encuentra a 437 m s. n. m. y está situada a 14 km de la capital del concejo, la villa de Tineo. 

## Población
En 2020 contaba con una población de 29 habitantes (INE, 2020) repartidos en un total de 10 viviendas (INE, 2010).